# 写真協会
写真協会（しゃしんきょうかい）は、内閣情報部（のちの情報局）が1938年7月に設立した対内外宣伝・写真配信・出版物制作などを目的とした日本の国策による工作機関である。

## 略歴・概要
1939年4月には、各省（陸軍省、海軍省、外務省、商工省、鉄道省）からの出資により財団法人となった。同年8月または12月には、国庫からの補助金により、ベルリンに支局を開設した。
先行して創刊（1938年2月16日創刊）されていた写真週報の編集も行っていた（表紙写真の撮影者として、「写真協会」とクレジットされているケースもある）。「内閣情報部調乙二十四号」には、この写真協会設立には各官庁間の調整が必要であることから、設立案具体化の第一手段として創刊されたのが「写真週報」であると記されている。
内閣情報部の嘱託により、東京日日新聞（現在の毎日新聞）の元社会部記者（カメラマン）であった林謙一（作家、1906年 - 1980年）が中心となって設立された。他のメンバーは、松本昇（総務部長）、浜田健次（国際部長）など。当初は、写真部員はおらず、すべて外部（同盟通信社、加藤恭平 (写真家)など）への嘱託であり、暗室も同盟通信社の暗室を借りていたという。事務所は、当初数寄屋橋交差点のマツダビルの2階にあった（住所は、東京市京橋区銀座四―二　マツダビル二階二〇四号）。
1940年の時点では、林謙一は内閣情報部へ移り（内閣情報部情報官のち情報局第五部第一課情報官）、松本昇と稲葉熊野（業務部長。元読売新聞）が中心となっていた。写真部には、同盟通信社の内山林之助、村山尚寛、内閣嘱託の波多野健一、高橋正雄、営業写真から転じた久米茂などがいた。笹本恒子が在籍したことでも有名。また、暗室係として、小杉清一、草野康久が在籍した。総勢30余名だったという。また、この時点では、オフィスも、数寄屋橋から有楽町駅前の東日会館の2階へと移っている。
1941年1月には、雑誌『フォトタイムス』と雑誌『カメラアート』を戦時統合した雑誌『報道写真』（B5判、編集人・松本昇）を創刊し、1944年3月号まで刊行した（その後継誌である1944年5月創刊の『日本写真』は、日本写真公社から刊行）。その他にも、各種の出版物に関与した（下記「関係出版物」参照）。
1944年末頃または1945年まで存在したと推測されるが、正確に何年何月まで存在したかは明確ではない。

## 関係出版物
- 『戦ふ独伊の壁新聞』（写真協会出版部・編、写真協会出版部・刊、1941年）
- 『現代日本　軍事専刊』（写真協会・編、国際観光局・刊、1942年）
- 『興亜馬事大会記念写真帖』（写真協会・刊、1942年）
- 写真集『銃後の戦果』（情報局・監修、写真協会・編纂、育英出版・刊、1944年７月）
  - 同盟通信社、朝日新聞社、産報中央本部などに所属するカメラマンと写真協会の会員16人が撮影した写真を収録しているという